# 乌特勒默兹
乌特勒默兹（法語：Outremeuse，法語發音：[utʁəmøz]；均意为“在默兹河那边”）是比利时列日省列日的街区。每年8月15日当地举行游行庆典。